# Je suis Spartacus

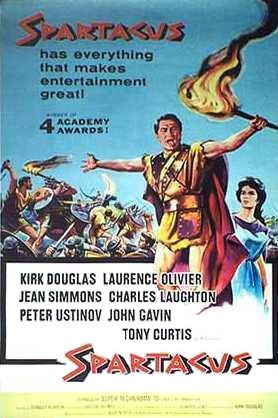
Affiche du film Spartacus de Stanley Kubrick

« Je suis Spartacus » (en anglais : « I am Spartacus ») est une réplique célèbre prononcée dans le film de Stanley Kubrick, Spartacus (1960), dont le scénario a été écrit par Dalton Trumbo. Elle a été souvent reprise dans d'autres contextes et transformée.

## Dans le film de Kubrick

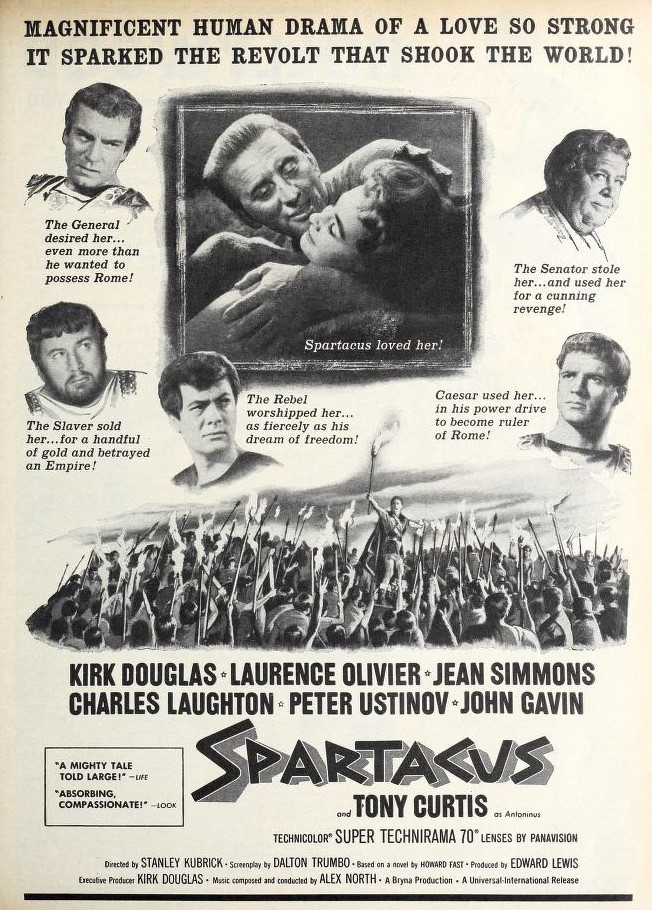
Kirk Douglas dans le rôle de Spartacus

### Scène où apparaît la réplique
Spartacus est un esclave thrace à l'origine de la troisième guerre servile, également appelée guerre de Spartacus, le plus important soulèvement d'esclaves contre la République romaine, entre 73 et 71 av. J.-C. L'armée romaine finit par écraser ce mouvement de rébellion. Crassus, général romain, promet la clémence aux esclaves qui lui permettraient d'identifier leur chef, Spartacus - joué par Kirk Douglas. Pour éviter à ses compagnons un dilemme, Spartacus se lève, mais un esclave à sa droite, Antonin, se lève aussitôt et dit : « Je suis Spartacus !», puis un autre, à gauche de Spartacus, se lève et déclare également : «Je suis Spartacus !», et ainsi de suite. Le spectateur voit tous les esclaves rescapés debout qui protègent le chef rebelle et expriment leur solidarité en criant « Je suis Spartacus! ».
Crassus donne l'ordre de les crucifier tous ; il s'était engagé à livrer Spartacus mort ou vivant au Sénat de Rome, et de cette manière il tient parole.
Cette scène n'a pas de caractère historique.

### Interprétations

#### Résistance héroïque
La réplique pourrait symboliser le courage de ceux qui ne trahissent pas un camarade, ne donnent pas son nom, quitte à payer de leur vie cet acte de résistance à l'autorité. Plusieurs commentateurs établissent un lien entre la biographie de Dalton Trumbo et la célèbre réplique du film,. Le scénariste a en effet refusé de répondre au House Un-American Activities Committee (Commission de la Chambre des Représentants sur les activités anti-américaines) pendant la période du maccarthysme, au sujet d'éventuelles sympathies communistes, de même que les esclaves rebelles refusent de renseigner le général romain et de livrer Spartacus,. Trumbo est condamné à une peine de prison en 1950 (il est incarcéré onze mois durant) et inscrit sur la liste noire, ce qui lui interdit de travailler dans le secteur du cinéma (voir les « Dix d'Hollywood »).
Il est possible que Dalton Trumbo se soit inspiré également d'un récit — fictif — du Daily News de 1943 selon lequel sous le joug nazi, pour protéger leurs concitoyens juifs, les Danois portaient les insignes jaunes « Jude » ; Exodus en 1958 avait popularisé ce récit.
La réplique pourrait traduire, indépendamment des références à une situation historique précise, le sens de l'honneur personnel tel que le conçoit Dalton Trumbo.

#### Mensonge d'un type particulier
Les esclaves mentent sur leur identité, mais sans intention de tromper Crassus, exception faite du premier esclave, Antonin, qui a pris la parole au moment précis où le véritable Spartacus allait se livrer lui-même. L'épistémologue Roy Sorensen analyse la réplique «Je suis Spartacus» comme un cas particulier de mensonge qui vise non pas à persuader l'interlocuteur, mais à le paralyser. Les esclaves par leur fausse déclaration se contentent d'empêcher Crassus d'identifier Spartacus.

## Réutilisations du trope

### Par Stanley Kubrick
Dans son film Lolita qui sort deux ans après Spartacus, Stanley Kubrick qui pourtant n'a pas aimé la scène, réutilise l'argument. Humbert (James Mason) demande au début du film à Peter Sellers, s'il est Clare Quilty (écrivain pervers et manipulateur incarné par Sellers), celui-ci lui répond ironiquement : « Non, je suis Spartacus ».
Des exemples de reprises cinématographiques de la réplique sont répertoriés dans The Complete Kubrick de David Hughes  et The Ancient World in cinema de Jon Solomon.

### Autres cas
- Soy Cuba (1964), film soviéto-cubain réalisé par Mikhaïl Kalatozov[4],[9]. L'action du film se déroule pendant durant la révolution cubaine, au moment du renversement par Fidel Castro du régime de Fulgencio Batista.  Les personnages de paysans en danger de mort crient « Je suis Fidel Castro », dans une scène faisant référence à la réplique « Je suis Spartacus  »[9].
- « Je suis Malcolm X », dans le film de Spike Lee, Malcolm X (1992)[4],[10]. Comme on demande à de jeunes noirs « qui est Malcolm X ? », ils se lèvent et affirment qu'ils sont Malcolm X[10].
- I am Spartacus ! est le titre d'un ouvrage de Kirk Douglas paru en 2013 où l'acteur raconte l'épopée du film, révélant que cette réplique faillit passer à la trappe[11]. L'ouvrage remporta le prix littéraire du syndicat français de la critique de cinéma.
- « Je suis Spartacus » est souvent évoqué comme une formule qui aurait servi de modèle au slogan français Je suis Charlie[10],[12],[13], même si le créateur de ce slogan dit qu'il n'a pas consciemment pensé au film de Kubrick[14].